# Discographie de Pink
La discographie de P!nk, chanteuse de pop rock américaine, comprend neuf albums studio, deux albums Live, deux compilations et une soixantaine de singles.
P!nk sort son premier album en 2000 et se fait aussitôt connaître de façon internationale. Elle confirme son succès avec son deuxième album, M!ssundaztood, qui s'écoule à plus de 12 millions d'exemplaires, grâce notamment au titre Get the Party Started qui se classe n°1 dans plusieurs pays.
Ses albums suivants connaissent également un grand succès, se vendant à plusieurs millions d'exemplaires chacun.
Elle atteint quatre fois le sommet du Billboard Hot 100, avec les singles Lady Marmalade, So What, Raise Your Glass et Just Give Me a Reason.
Pink comptabilise plus de 135 millions de disques vendus à travers le monde.

## Albums

### Albums studio
| Album                                       | Classements | Classements | Classements | Classements | Classements | Classements | Classements | Classements | Classements | Classements | Classements | Classements | Classements | Classements | Classements | Classements | Certifications                                                              | Ventes mondiales |
| Album                                       | É-U         | CAN         | R-U         | IRL         | FRA         | ESP         | ITA         | SUI         | BE/W        | BE/F        | P-B         | ALL         | AUT         | SUE         | AUS         | N-Z         | Certifications                                                              | Ventes mondiales |
| ------------------------------------------- | ----------- | ----------- | ----------- | ----------- | ----------- | ----------- | ----------- | ----------- | ----------- | ----------- | ----------- | ----------- | ----------- | ----------- | ----------- | ----------- | --------------------------------------------------------------------------- | ---------------- |
| Can't Take Me Home - Label : LaFace, Arista | 26          | 19          | 13          | 23          | -           | -           | -           | -           | 48          | -           | 58          | -           | 85          | -           | 10          | 12          | : 2x Platine : 2x Platine : Platine : 2x Platine                            | 5 000 000        |
| M!ssundaztood - Label : LaFace, Arista      | 6           | 5           | 2           | 1           | 17          | -           | 24          | 7           | 26          | 12          | 5           | 5           | 4           | 7           | 14          | 4           | : 5x Platine : 5x Platine : 6x Platine : 2x Or : 2x Platine : 4x Platine    | 12 000 000       |
| Try This - Label : LaFace, Arista           | 9           | 8           | 3           | 8           | 12          | -           | 51          | 1           | 26          | 9           | 8           | 2           | 2           | 8           | 8           | 24          | : Platine : Platine : Platine : 3x Or : 2x Platine                          | 3 000 000        |
| I'm Not Dead - Label: LaFace, Zomba         | 6           | 2           | 3           | 9           | 7           | 73          | 31          | 1           | 8           | 3           | 5           | 1           | 1           | 7           | 1           | 1           | : 2x Platine : 2x Platine : 4x Platine : Platine : 7x Or : 12x Platine      | 6 500 000        |
| Funhouse - Label: LaFace, Zomba             | 2           | 3           | 1           | 2           | 4           | 43          | 20          | 1           | 10          | 3           | 1           | 2           | 3           | 3           | 1           | 1           | : 3x Platine : 4x Platine : 4x Platine : Platine : 4x Platine : 13x Platine | 7 000 000        |
| The Truth About Love - Label: RCA           | 1           | 1           | 2           | 2           | 4           | 10          | 4           | 1           | 4           | 3           | 2           | 1           | 1           | 1           | 1           | 1           | : 3x Platine : 6x Platine : 3x Platine : Platine : 3x Platine : 9x Platine  | 7 000 000        |
| Beautiful Trauma - Label: RCA               | 1           | 1           | 1           | 1           | 2           | 4           | 5           | 1           | 2           | 1           | 1           | 2           | 1           | 4           | 1           | 1           | : Platine : 3x Platine : 2x Platine : Platine : Platine : 4x Platine        | 3 000 000        |
| Hurts 2B Human - Label: RCA                 | 1           | 1           | 1           | 1           | 7           | 14          | 28          | 1           | 6           | 1           | 1           | 2           | 2           | 8           | 1           | 1           | : Platine : Or : Or : Platine                                               | 700 000          |
| Trustfall - Label: RCA                      | 2           | 1           | 1           | 2           | 2           | 9           | 62          | 1           | 2           | 2           | 2           | 1           | 1           | 6           | 1           | 1           | : Or                                                                        |                  |

### Album collaboratif
| Album                                                   | Classements | Classements | Classements | Classements | Classements | Classements | Classements | Classements | Classements | Classements | Classements | Classements | Classements | Classements | Classements | Classements | Certifications | Ventes mondiales |
| Album                                                   | É-U         | CAN         | R-U         | IRL         | FRA         | ESP         | ITA         | SUI         | BE/W        | BE/F        | P-B         | ALL         | AUT         | SUE         | AUS         | N-Z         | Certifications | Ventes mondiales |
| ------------------------------------------------------- | ----------- | ----------- | ----------- | ----------- | ----------- | ----------- | ----------- | ----------- | ----------- | ----------- | ----------- | ----------- | ----------- | ----------- | ----------- | ----------- | -------------- | ---------------- |
| Rose ave. (avec Dallas Green) - Label : RCA, Dine Alone | 4           | 1           | 10          | 12          | 37          | -           | 50          | 7           | 60          | 27          | 12          | 6           | 7           | -           | 2           | 7           | : Platine : Or |                  |

### Albums Live
| Album                                            | Classements                                                            | Classements                                                            | Classements                                                            | Classements                                                            | Classements                                                            | Classements                                                            | Classements                                                            | Classements                                                            | Classements                                                            | Classements                                                            | Classements                                                            | Classements                                                            | Classements                                                            | Classements                                                            | Classements                                                            | Classements                                                            | Certifications | Ventes mondiales |
| Album                                            | É-U                                                                    | CAN                                                                    | R-U                                                                    | IRL                                                                    | FRA                                                                    | ESP                                                                    | ITA                                                                    | SUI                                                                    | BE/W                                                                   | BE/F                                                                   | P-B                                                                    | ALL                                                                    | AUT                                                                    | SUE                                                                    | AUS                                                                    | N-Z                                                                    | Certifications | Ventes mondiales |
| ------------------------------------------------ | ---------------------------------------------------------------------- | ---------------------------------------------------------------------- | ---------------------------------------------------------------------- | ---------------------------------------------------------------------- | ---------------------------------------------------------------------- | ---------------------------------------------------------------------- | ---------------------------------------------------------------------- | ---------------------------------------------------------------------- | ---------------------------------------------------------------------- | ---------------------------------------------------------------------- | ---------------------------------------------------------------------- | ---------------------------------------------------------------------- | ---------------------------------------------------------------------- | ---------------------------------------------------------------------- | ---------------------------------------------------------------------- | ---------------------------------------------------------------------- | -------------- | ---------------- |
| Funhouse Tour : Live in Australia - Label : Sony | Non classé dans la plupart des Tops Albums car considéré comme un DVD. | Non classé dans la plupart des Tops Albums car considéré comme un DVD. | Non classé dans la plupart des Tops Albums car considéré comme un DVD. | Non classé dans la plupart des Tops Albums car considéré comme un DVD. | Non classé dans la plupart des Tops Albums car considéré comme un DVD. | Non classé dans la plupart des Tops Albums car considéré comme un DVD. | Non classé dans la plupart des Tops Albums car considéré comme un DVD. | Non classé dans la plupart des Tops Albums car considéré comme un DVD. | Non classé dans la plupart des Tops Albums car considéré comme un DVD. | Non classé dans la plupart des Tops Albums car considéré comme un DVD. | Non classé dans la plupart des Tops Albums car considéré comme un DVD. | Non classé dans la plupart des Tops Albums car considéré comme un DVD. | Non classé dans la plupart des Tops Albums car considéré comme un DVD. | Non classé dans la plupart des Tops Albums car considéré comme un DVD. | Non classé dans la plupart des Tops Albums car considéré comme un DVD. | Non classé dans la plupart des Tops Albums car considéré comme un DVD. |                |                  |
| All I Know So Far: Setlist - Label : Sony        | 13                                                                     | 8                                                                      | 4                                                                      | 14                                                                     | 19                                                                     | 100                                                                    | -                                                                      | 2                                                                      | 26                                                                     | 4                                                                      | 8                                                                      | 5                                                                      | 6                                                                      | -                                                                      | 2                                                                      | 4                                                                      |                |                  |

### Compilation
| Album                                             | Classements | Classements | Classements | Classements | Classements | Classements | Classements | Classements | Classements | Classements | Classements | Classements | Classements | Classements | Classements | Classements | Certifications                                                   | Ventes mondiales |
| Album                                             | É-U         | CAN         | R-U         | IRL         | FRA         | ESP         | ITA         | SUI         | BE/W        | BE/F        | P-B         | ALL         | AUT         | SUE         | AUS         | N-Z         | Certifications                                                   | Ventes mondiales |
| ------------------------------------------------- | ----------- | ----------- | ----------- | ----------- | ----------- | ----------- | ----------- | ----------- | ----------- | ----------- | ----------- | ----------- | ----------- | ----------- | ----------- | ----------- | ---------------------------------------------------------------- | ---------------- |
| Greatest Hits... So Far!!! - Label : LaFace, Jive | 5           | 4           | 5           | 8           | 47          | 65          | 41          | 4           | 19          | 12          | 3           | 3           | 4           | 8           | 1           | 1           | : Platine : 2x Platine : 4x Platine : Or : Platine : 11x Platine | 5 000 000        |

## Singles

### Années 2000
| Année | Single                                                    | Classements | Classements | Classements | Classements | Classements | Classements | Classements | Classements | Classements | Classements | Classements | Classements | Classements | Classements | Classements | Classements | Album                                        |
| Année | Single                                                    | É-U         | CAN         | R-U         | IRL         | FRA         | ESP         | ITA         | SUI         | BE/W        | BE/F        | P-B         | ALL         | AUT         | SUE         | AUS         | N-Z         | Album                                        |
| ----- | --------------------------------------------------------- | ----------- | ----------- | ----------- | ----------- | ----------- | ----------- | ----------- | ----------- | ----------- | ----------- | ----------- | ----------- | ----------- | ----------- | ----------- | ----------- | -------------------------------------------- |
| 2000  | There You Go                                              | 7           | 6           | 6           | 19          | -           | -           | -           | 37          | -           | 22          | 10          | 65          | -           | 26          | 2           | 6           | Can't Take Me Home                           |
| 2000  | Most Girls                                                | 4           | 2           | 5           | 15          | -           | -           | -           | -           | -           | 23          | 24          | -           | -           | 44          | 1           | 2           | Can't Take Me Home                           |
| 2001  | You Make Me Sick                                          | 33          | -           | 9           | 30          | -           | -           | -           | -           | -           | -           | 62          | 88          | -           | -           | 25          | 10          | Can't Take Me Home                           |
| 2001  | Lady Marmalade (avec Christina Aguilera, Lil' Kim et Mýa) | 1           | 13          | 1           | 1           | 12          | 1           | 6           | 1           | 3           | 2           | 2           | 1           | 3           | 1           | 1           | 1           | Moulin Rouge                                 |
| 2001  | Get the Party Started                                     | 4           | 11          | 2           | 1           | 4           | 1           | 2           | 2           | 1           | 5           | 5           | 2           | 2           | 3           | 1           | 1           | Missundaztood                                |
| 2002  | Don't Let Me Get Me                                       | 8           | 20          | 6           | 5           | 42          | -           | 6           | 10          | 30          | 6           | 11          | 10          | 10          | 5           | 8           | 1           | Missundaztood                                |
| 2002  | Just Like a Pill                                          | 8           | 4           | 1           | 2           | 29          | -           | -           | 6           | 19          | 5           | 7           | 2           | 2           | 5           | 11          | 2           | Missundaztood                                |
| 2002  | Family Portrait                                           | 20          | -           | 11          | 5           | 23          | -           | -           | 18          | 19          | 8           | 9           | 8           | 11          | 5           | 11          | 5           | Missundaztood                                |
| 2003  | Feel Good Time (avec William Orbit)                       | 60          | -           | 3           | 9           | 74          | 20          | 19          | 12          | 33          | 21          | 18          | 16          | 9           | 39          | 7           | 17          | Charlie's Angels : Les Anges se déchaînent ! |
| 2003  | Trouble                                                   | 68          | 2           | 7           | 7           | -           | -           | 11          | 5           | -           | 32          | 22          | 7           | 5           | 8           | 8           | 20          | Try This                                     |
| 2004  | God is a DJ                                               | -           | -           | 11          | 13          | -           | -           | 42          | 32          | -           | 40          | 32          | 44          | 26          | 49          | 24          | 30          | Try This                                     |
| 2004  | Last to Know                                              | N/D         | N/D         | 21          | 23          | -           | -           | -           | 46          | -           | -           | 40          | 66          | 48          | -           | N/D         | N/D         | Try This                                     |
| 2006  | Stupid Girls                                              | 13          | 2           | 4           | 5           | 13          | 9           | 8           | 2           | 14          | 16          | 9           | 5           | 3           | 16          | 4           | 7           | I'm Not Dead                                 |
| 2006  | Who Knew                                                  | 9           | 46          | 5           | 6           | 24          | -           | 25          | 14          | -           | 30          | 47          | 12          | 11          | 42          | 2           | 11          | I'm Not Dead                                 |
| 2006  | U + Ur Hand                                               | 9           | 24          | 10          | 13          | 11          | -           | 20          | 5           | -           | 20          | 37          | 4           | 3           | 5           | 5           | 10          | I'm Not Dead                                 |
| 2006  | Nobody Knows                                              | N/D         | N/D         | 27          | 27          | 18          | -           | -           | 17          | -           | -           | 45          | 17          | 21          | -           | 27          | -           | I'm Not Dead                                 |
| 2007  | Leave Me Alone (I'm Lonely)                               | N/D         | N/D         | 34          | N/D         | N/D         | N/D         | N/D         | N/D         | N/D         | N/D         | N/D         | N/D         | N/D         | N/D         | 5           | 5           | I'm Not Dead                                 |
| 2007  | Dear Mr. President                                        | -           | -           | -           | -           | -           | -           | -           | 3           | -           | 1           | 43          | 3           | 1           | 18          | 5           | 11          | I'm Not Dead                                 |
| 2008  | So What                                                   | 1           | 1           | 1           | 1           | 4           | 31          | 14          | 1           | 7           | 4           | 10          | 1           | 1           | 2           | 1           | 1           | Funhouse                                     |
| 2008  | Sober                                                     | 15          | 8           | 9           | 12          | 8           | -           | -           | 5           | 11          | 10          | 23          | 3           | 4           | 12          | 6           | 7           | Funhouse                                     |
| 2009  | Please Don't Leave Me                                     | 17          | 8           | 12          | 10          | 34          | -           | -           | 9           | 18          | 31          | 48          | 8           | 5           | 16          | 11          | 19          | Funhouse                                     |
| 2009  | Bad Influence                                             | N/D         | N/D         | N/D         | N/D         | N/D         | N/D         | N/D         | 44          | -           | -           | 88          | 26          | 20          | -           | 6           | 12          | Funhouse                                     |
| 2009  | Funhouse                                                  | 44          | 21          | 29          | 26          | 32          | -           | -           | 8           | 17          | 22          | 54          | 16          | 7           | 13          | 6           | 15          | Funhouse                                     |
| 2009  | I Don't Believe You                                       | -           | 66          | 62          | -           | -           | -           | -           | 33          | -           | -           | 70          | 17          | 15          | 11          | 23          | -           | Funhouse                                     |

### Années 2010
| Année | Single                                         | Classements | Classements | Classements | Classements | Classements | Classements | Classements | Classements | Classements | Classements | Classements | Classements | Classements | Classements | Classements | Classements | Album                             |
| Année | Single                                         | É-U         | CAN         | R-U         | IRL         | FRA         | ESP         | ITA         | SUI         | BE/W        | BE/F        | P-B         | ALL         | AUT         | SUE         | AUS         | N-Z         | Album                             |
| ----- | ---------------------------------------------- | ----------- | ----------- | ----------- | ----------- | ----------- | ----------- | ----------- | ----------- | ----------- | ----------- | ----------- | ----------- | ----------- | ----------- | ----------- | ----------- | --------------------------------- |
| 2010  | Glitter in the Air                             | 18          | 13          | N/D         | N/D         | N/D         | N/D         | N/D         | N/D         | N/D         | N/D         | N/D         | N/D         | N/D         | N/D         | N/D         | N/D         | Funhouse                          |
| 2010  | Raise Your Glass                               | 1           | 2           | 13          | 10          | 20          | -           | -           | 9           | 29          | 20          | 3           | 5           | 9           | 15          | 1           | 5           | Greatest Hits... So Far!!!        |
| 2010  | Fuckin' Perfect                                | 2           | 2           | 10          | 15          | 24          | -           | 37          | 15          | 29          | 16          | 31          | 7           | 9           | 23          | 10          | 2           | Greatest Hits... So Far!!!        |
| 2011  | Bridge of Light                                | -           | -           | -           | -           | -           | -           | -           | 8           | -           | -           | -           | 8           | 7           | -           | 26          | -           | Happy Feet 2                      |
| 2012  | Blow Me (One Last Kiss)                        | 5           | 4           | 3           | 11          | 22          | 18          | 13          | 15          | 14          | 36          | 22          | 10          | 14          | -           | 1           | 8           | The Truth About Love              |
| 2012  | Try                                            | 9           | 4           | 8           | 12          | 15          | 1           | 2           | 2           | 10          | 16          | 19          | 2           | 3           | 47          | 6           | 7           | The Truth About Love              |
| 2013  | Just Give Me a Reason (avec Nate Ruess)        | 1           | 1           | 2           | 1           | 4           | 5           | 1           | 2           | 3           | 2           | 1           | 1           | 1           | 1           | 1           | 1           | The Truth About Love              |
| 2013  | True Love (avec Lily Allen)                    | 53          | 20          | 16          | 23          | 52          | -           | 25          | 50          | -           | -           | 57          | 43          | 30          | -           | 5           | 14          | The Truth About Love              |
| 2013  | Walk of Shame                                  | N/D         | N/D         | N/D         | N/D         | N/D         | N/D         | N/D         | N/D         | N/D         | N/D         | N/D         | N/D         | N/D         | N/D         | 60          | N/D         | The Truth About Love              |
| 2013  | Are We All We Are                              | -           | -           | -           | -           | 143         | -           | -           | -           | -           | -           | -           | 82          | -           | -           | -           | -           | The Truth About Love              |
| 2015  | Today's the Day                                | -           | 42          | -           | -           | 69          | -           | -           | 48          | -           | -           | -           | 76          | 53          | -           | 11          | -           |                                   |
| 2016  | Just Like Fire                                 | 10          | 11          | 19          | 23          | 37          | -           | -           | 33          | -           | 37          | 57          | 21          | 16          | 85          | 1           | 11          | Alice de l'autre côté du miroir   |
| 2016  | Setting the World on Fire (avec Kenny Chesney) | 29          | 48          | -           | -           | -           | -           | -           | -           | -           | -           | -           | -           | -           | -           | 26          | -           | Cosmic Hallelujah                 |
| 2017  | Waterfall (avec Sia et Stargate)               | -           | 86          | 47          | 97          | -           | -           | 37          | 38          | -           | -           | -           | 47          | 70          | 67          | 19          | -           |                                   |
| 2017  | What About Us                                  | 13          | 6           | 3           | 5           | 19          | 55          | 5           | 1           | 2           | 2           | 9           | 3           | 3           | 15          | 1           | 9           | Beautiful Trauma                  |
| 2017  | Beautiful Trauma                               | 78          | 51          | 25          | 80          | 136         | -           | 46          | 46          | 42          | 30          | 99          | 80          | 45          | -           | 25          | -           | Beautiful Trauma                  |
| 2018  | Whatever You Want                              | -           | -           | -           | -           | -           | -           | -           | 79          | -           | -           | -           | -           | -           | -           | 44          | -           | Beautiful Trauma                  |
| 2018  | Secrets                                        | -           | -           | -           | -           | -           | -           | -           | -           | -           | -           | -           | -           | -           | -           | -           | -           | Beautiful Trauma                  |
| 2018  | A Million Dreams                               | 90          | 80          | 11          | 44          | -           | -           | -           | 16          | 32          | 6           | -           | 70          | -           | -           | 26          | -           | The Greatest Showman : Reimagined |
| 2019  | Walk Me Home                                   | 49          | 17          | 8           | 6           | 167         | -           | 94          | 8           | 13          | 15          | 18          | 33          | 36          | 35          | 11          | 16          | Hurts 2B Human                    |
| 2019  | Can We Pretend (avec Cash Cash)                | -           | 99          | 88          | 84          | -           | -           | -           | 76          | 48          | 25          | -           | -           | -           | -           | 99          | -           | Hurts 2B Human                    |
| 2019  | Hurts 2B Humam (avec Khalid)                   | -           | -           | 61          | 55          | -           | -           | -           | 59          | -           | -           | -           | -           | -           | -           | 48          | -           | Hurts 2B Human                    |
| 2019  | Love Me Anyway (avec Chris Stapleton)          | 96          | -           | -           | -           | -           | -           | -           | -           | -           | -           | -           | -           | -           | -           | -           | -           | Hurts 2B Human                    |

### Années 2020
| Année | Single                                        | Classements | Classements | Classements | Classements | Classements | Classements | Classements | Classements | Classements | Classements | Classements | Classements | Classements | Classements | Classements | Classements | Album                      |
| Année | Single                                        | É-U         | CAN         | R-U         | IRL         | FRA         | ESP         | ITA         | SUI         | BE/W        | BE/F        | P-B         | ALL         | AUT         | SUE         | AUS         | N-Z         | Album                      |
| ----- | --------------------------------------------- | ----------- | ----------- | ----------- | ----------- | ----------- | ----------- | ----------- | ----------- | ----------- | ----------- | ----------- | ----------- | ----------- | ----------- | ----------- | ----------- | -------------------------- |
| 2020  | One Too Many (avec Keith Urban)               | 52          | 22          | 40          | -           | -           | -           | -           | -           | -           | 26          | 86          | -           | -           | -           | 6           | -           | The Speed Of Now Part 1    |
| 2021  | Cover Me In Sunshine (avec Willow Sage Hart)  | -           | 60          | 52          | 30          | 26          | -           | -           | 4           | 1           | 6           | 8           | 7           | 3           | 28          | 6           | 24          | All I Know So Far: Setlist |
| 2021  | Anywhere Away From Here (avec Rag'n'Bone Man) | -           | 88          | 9           | 44          | -           | -           | -           | 56          | -           | -           | -           | -           | -           | -           | 43          | -           | Life by Misadventure       |
| 2021  | All I Know So Far                             | 74          | 30          | 39          | 52          | -           | -           | -           | 48          | 32          | 47          | 64          | 75          | 68          | 99          | 25          | -           | All I Know So Far: Setlist |
| 2022  | Irrelevant                                    | -           | -           | -           | -           | -           | -           | -           | -           | 37          | -           | -           | -           | -           | -           | -           | 73          | -                          |
| 2022  | Never Gonna Not Dance Again                   | 99          | 29          | 19          | 31          | -           | -           | -           | 58          | 6           | 4           | 50          | 86          | 53          | -           | 64          | -           | Trustfall                  |
| 2023  | Trustfall                                     | 82          | 24          | 14          | 11          | 43          | -           | -           | 8           | 3           | 7           | 32          | 17          | 12          | 26          | 19          | 36          | Trustfall                  |
| 2023  | When I Get There                              | -           | 94          | 44          | 75          | -           | -           | -           | 84          | -           | -           | -           | -           | -           | -           | 92          | -           | Trustfall                  |
| 2023  | Runaway                                       | -           | -           | -           | -           | -           | -           | -           | -           | -           | -           | -           | -           | -           | -           | -           | -           | Trustfall                  |
| 2023  | Dreaming (avec Sting & Marshmello)            | -           | -           | 99          | -           | -           | -           | -           | -           | -           | 23          | 50          | -           | -           | -           | -           | -           |                            |
| 2023  | All Out of Fight                              | -           | -           | -           | -           | -           | -           | -           | -           | 34          | 11          | 60          | -           | -           | -           | -           | -           |                            |

## DVD
- 2006 : Live in Europe
- 2007 : Live from Wembley Arena, London, England
- 2009 : Funhouse Tour : Live in Australia
- 2011 : Greatest Hits... So Far!!!
- 2013 : The Truth About Love Tour : Live from Melbroune